# Michel Graeff
Pour les articles homonymes, voir Graeff.

Michel Ignace Auguste Graeff, né à Sélestat (Bas-Rhin) le 11 mars 1812 et décédé le 6 août 1884 à Boisset-lès-Montrond (Loire), est un ingénieur des ponts et chaussées français. Il est également homme politique éphémère en tant que ministre des Travaux publics du 23 novembre au 12 décembre 1877 dans le Gouvernement Gaétan de Rochebouët.

## Biographie
Il est le fils de Nicolas Ignace, receveur particulier de l'arrondissement de Sélestat, et de Rosine Antoinette Mathieu (acte de naissance sous l'orthographe Graff). Une plaque est apposée sur le mur de sa maison natale, au 19 rue du Sel à Sélestat.

### Formation et début de carrière en Alsace
Il entre à l'École polytechnique en 1832. Deux ans plus tard, il intègre l'École nationale des ponts et chaussées le 20 novembre 1834 en tant qu'élève puis est nommé aspirant ingénieur dans le département du Bas-Rhin le 28 avril 1938. Le 7 mai 1840, il est élevé au grade d’ingénieur ordinaire de deuxième classe au corps royal des ponts et chaussées.
Sa carrière professionnelle commence à Saverne où il est muté en 1842, poste auquel il reste pendant près de vingt ans. Pendant cette période, outre ses missions dans l'arrondissement de Saverne, il participe à la construction du canal de la Marne au Rhin ainsi qu'à celle du chemin de fer reliant Paris à Strasbourg. C'est aussi pendant cette période qu'il est élevé au grade d’ingénieur ordinaire de première classe le 8 mai 1847 puis à celui d'ingénieur en chef deuxième classe du corps impérial des ponts et chaussées le 1er janvier 1856. Le 7 août 1850, il est également nommé chevalier de la Légion d'honneur.

### Carrière dans la Loire
Le 14 février 1856, peu après avoir été élevé au grade d'ingénieur en chef, il obtient la direction du département de la Loire et part s'y installer. Dès le mois de juillet, il y est chargé des études et des travaux à exécuter sur la Loire pour améliorer le régime du fleuve et prévenir les inondations, qui sont fréquentes et brutales. C'est lors de cette mission que, en coopération avec Pierre Conte-Grandchamps et Paul-Louis-Adrien de Montgolfier, il participe à la construction du barrage du Gouffre d'Enfer, ouvrage important et novateur pour l'époque, qui doit garantir à la fois l'alimentation en eau potable pour les habitants de Saint-Étienne, la protection contre les inondations et un débit constant pour les usines.
Il contribue également à de nombreuses améliorations pour le système hydraulique de Saint-Étienne, comprenant le captage des sources, la construction d'un aqueduc, de quatre réservoirs, d'un réseau de conduites dans le centre-ville, de bouches d'arrosage et de 140 bornes-fontaines dont certaines sont encore en place aujourd'hui.
Outre le génie civil hydraulique, Michel Graeff dirige par ailleurs, à partir du 18 janvier 1862, le service de construction d’un chemin de fer reliant le canal de Roanne à Digoin au chemin de fer du Bourbonnais.
Cette période de sa carrière lui apporte deux distinctions supplémentaires : le 14 août 1861 il est promu au grade d’officier de la Légion d’honneur et le 6 mai 1863, il est nommé ingénieur en chef première classe.

### Grade d'inspecteur et fin de carrière
Sa nomination en tant qu'inspecteur général de deuxième classe chargé du service de la 17e inspection des ponts et chaussées le 26 mai 1869, signe la fin de sa présence dans la Loire et le début de nombreuses nominations et distinctions diverses au niveau national.
De 1871 à 1878, il est régulièrement membre du conseil général des ponts et chaussées,,,,, et y termine sa présence en qualité de vice-président,. Parallèlement à cette responsabilité, il participe à plusieurs commissions des ponts et chaussées, principalement en lien avec les voies de communication et les transports,,,, mais aussi concernant l'aménagement des eaux et les annales.
Sa carrière continue à évoluer elle aussi : le 12 février 1874 il est nommé membre du conseil de l’école des ponts et chaussées puis, le 5 mars 1875, inspecteur général de première classe rapidement chargé de l'inspection du service municipal de Paris et, enfin, ministre des Travaux publics du 23 novembre au 13 décembre 1877.
Le prix Dalmont lui est décerné en 1874 pour divers mémoires dans le Recueil des savants étrangers ; il reçoit un peu plus tard, en 1880, un diplôme équivalant à une médaille d’or pour l’assainissement et l’irrigation de la plaine du Forez.

### Ouvrages
- Construction des chemins de fer et des canaux, 1861[2]
- Appareil et construction des ponts biais, 1867[2]
- Traité d'hydraulique, 1882-1883[2]